# Рабинович, Слава
Слава Рабинович (полное имя Вячеслав Евгеньевич Рабинович); (англ. Slava Rabinovich; 6 мая 1966, Ленинград — 5 июля 2022, Израиль) — российский и американский инвестиционный финансист, экономический и политический аналитик, интернет-журналист и публицист.

## Биография
Родился 6 мая 1966 года в Ленинграде в семье Евгения Иосифовича Рабиновича, альтиста Большого симфонического оркестра Ленинградского радиокомитета, затем Кировского театра, и учительницы русского языка. Дед скончался во время блокады Ленинграда (в начале 1942 года, в возрасте 40 лет).
В 1983—1988 годах учился на радиотехническом факультете Ленинградского электротехнического института связи.
Выехал из СССР в Рим для получения статуса беженца и разрешения на въезд в США.
В марте — ноябре 1989 года жил и работал в Италии на сельскохозяйственных фермах в Пассоскуро, Ладисполи, Черветери, Санта-Маринелла и виноградниках в Черветери.
8 ноября 1989 года прилетел в Нью-Йорк. До 1994 года работал в Центре еврейской ассоциации молодёжи в Нью-Йорке (Young Men’s Hebrew Association), затем торговал электроникой.
В 1994—1996 годах учился в Школе бизнеса Нью-Йоркского университета (Stern School of Business at New York University), получил степень магистра делового администрирования (MBA).
В 1995 году получил гражданство США и второе гражданство Российской Федерации.
С 1996—2000 годах работал в компании Hermitage Capital Management у У. Браудера, специализировался на инвестициях в российский рынок ценных бумаг. Вернулся в Россию, в московский офис компании. Был старшим трейдером, затем соуправляющим фонда Hermitage.
В 2000—2001 годах — управляющий активами компании Ренессанс Капитал.

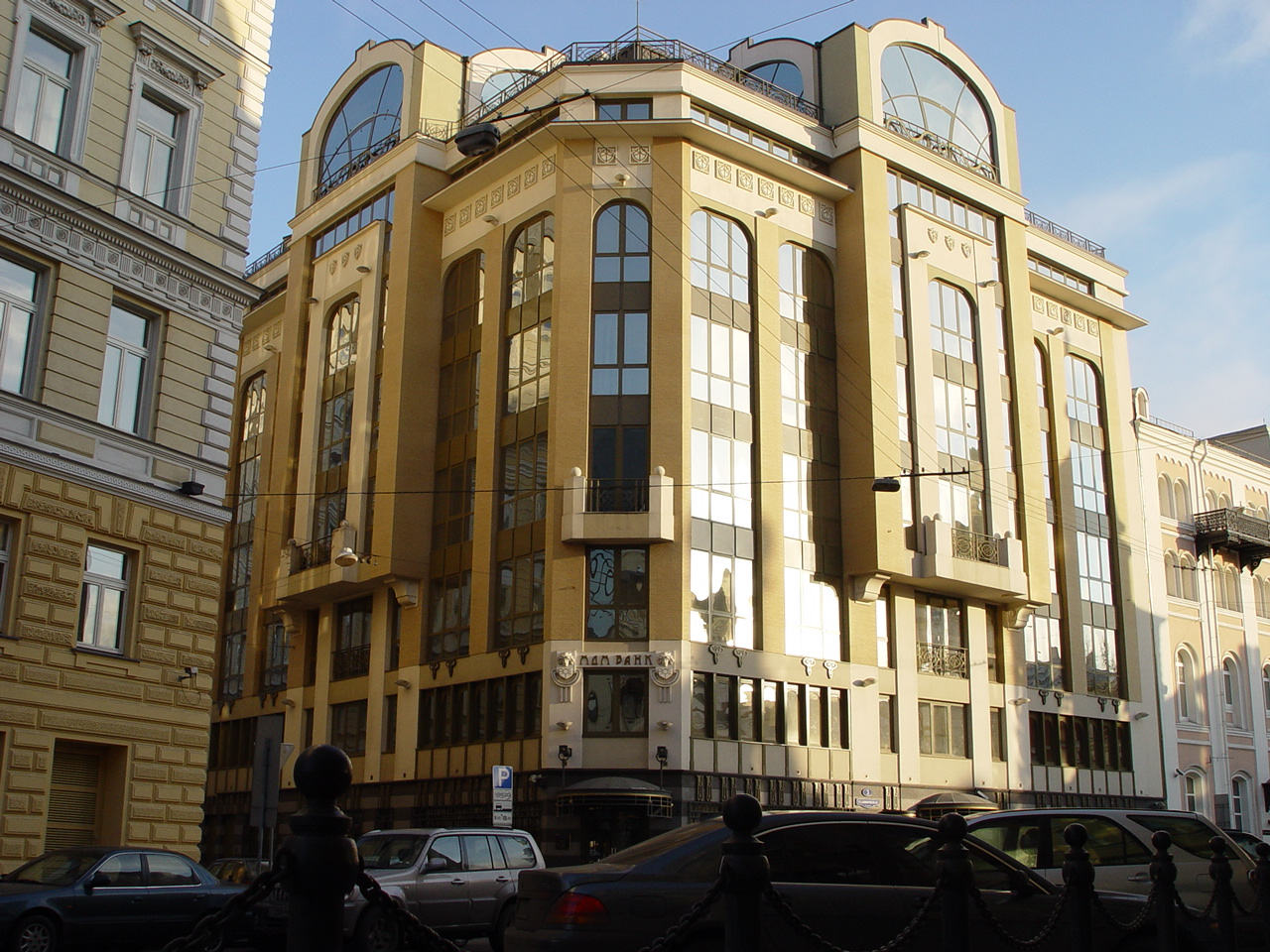
Здание бывшего МДМ-Банка, где в 2002 году находился офис MCM Capital Advisors

В 2001—2003 годах — управляющий инвестиционной компанией MCM Capital Advisors, близкой к МДМ-Банку.
С 2004 года — главный исполнительный директор управляющей компании Diamond Age Capital Advisors Ltd.. В 2013 году компания управляла активами в $230 миллионов долларов. У неё имелись фонды:
- Хедж-фонд «Diamond Age Russia Fund»
- Инвестиционный фонд «Diamond Age Atlas Fund».
- Фонд прямых инвестиций «Diamond Age Resources Ltd».

22 сентября 2021 года был сбит машиной в Рош-Пине (Израиль), получил сильную травму ног, о чём он сам на следующий день сообщил в своих социальных сетях. Прооперирован в клинике Ziv Medical Center в Цфате. Последнее сообщение от него было получено 15 октября 2021 года на t.me/s/slavarabinovich.
Скончался 5 июля 2022 года.

## Публицист, экономический и политический аналитик
C 2007 года стал широко известен как экономический и политический аналитик, независимый публицист и блогер. Многочисленные русскоязычные и англоязычные интернет-, радио- и печатные СМИ публикуют его интервью и регулярные аналитические комментарии. Среди них: «Bloomberg», «Forbes», «Радио Свобода», «Экономические известия», «Обозреватель», «Гордон», «Новый регион», «Эхо Москвы», «Дождь», «Слон» и другие.